# 全日本清心会
清心会（せいしんかい）とは、空手拳法及び古武道の研究団体で、空手道会派団体。正式名称は特定非営利活動法人 全日本清心会（ぜんにほんせいしんかい）。
1976年に発足した清心流空手道札幌支部(支部長大久保勝美)を母体とし、2004年3月(平成16年)にNPO法人登記された。札幌市に本部を置いている。

## 経過
- 1976年(昭和51年)、清心流空手道札幌支部(初代支部長・坂田清)発足。
- 1977年(昭和52年)、前任支部長転勤により大久保勝美が後任支部長となる。
- 1983年(昭和58年)、清心流宗家菊地和雄他界。宗家お嬢様が二代目を継承。
- 1985年(昭和60年)、二代目の継承放棄により旧東京総本部閉鎖。旧支部はそれぞれ単独道場として活動又は解散となり、札幌支部は「清心流空手道制和会」として道場活動を継続。
- 1986年(昭和61年)、札幌市白石区に常設道場を「清心館大久保道場」を開設(大久保派清心流)。以後、札幌を中心に支部を展開。
- 2003年(平成15年)、本部道場を含め27道場となり北海道における空手団体として初めての特定非営利活動法人申請。
- 2004年(平成16年)、北海道知事認証を受けて特定非営利活動法人全日本清心会として法人登記。
- 2015年(平成27年)、正式流派名を「清心流拳法空手道」と命名。
- 2016年(平成28年)、清心会顕彰碑を建立。

清心流においては宗家菊地和雄死後、旧支部の単一道場一会派といった分裂状態が続いている中、札幌を中心に100ヵ所以上で活動し清心流を名乗る団体としては最大規模の独立した団体。

## 活動
- 特定非営利活動促進法に則り、非営利事業としての空手教室活動を札幌を中心として北海道各地に空手倶楽部の通称名で支部教室を展開。
- 学校、職域空手部等への指導など
- 空手健康セミナー、護身術セミナーなど開催しての普及活動
- 演武大会、錬成会、研修会などの開催
- 武道を通じての国際交流活動(外国人空手留学生の受け入れや外国人空手指導者との交流など)

## 特徴
- 普段の稽古、指導においては基本、型、分解、相対稽古、約束組手、連鎖組手、組手形を中心としていて競技向けの練習はほとんど行われていない。
- 清心会として演武大会を毎年開催しており当初は直接打撃制組手であったが、現在は「防具組手」を正式ルールとしている(技有一本勝負)。組手の他、型演武、古武道演武などの種目がある。
- 清心会としてはスポーツ競技主体としていないため推奨はしていない。しかし個人単位での参加は制限しておらず他流・他組織への競技参加は自由。
- 体育、健康としての空手に主眼をおいており参加者の年齢は3才から80才代まで幅広く、特に中高年齢者及び女性の比率が多い。
- 清心流札幌支部長であった大久保勝美が、経験した町道場、空手部、沖縄古武道、自衛隊徒手格闘術等を加味して創られた団体であり、特に発育発達学、体育生理学を専門とした北海道大学教授であった故室木洋一先生

　(和道会空手教士、柔道師範、大東流合気柔術幸道会顧問など)の影響を受け、健康と体育の空手に重点を置いているのが特徴。

## 型
練習体系は、基礎型と呼ばれる型を中心に行われ、主要な型は以下の通り。
- 防御基礎型
- 法型（上手法型、払手法型、横手法型、手刀手法型）
- 太極（太極初段～三段）
- ピンアン（ピンアン初段～五段）
- 体裁き(体裁き初段～三段)
- 内歩進、青柳、抜砦、制引戦、セーシャン、公相君、心波、ワンシュウ、ジッテ、ジオン、ジインなど

## 組手
練習における組手は、体育的要素の色濃い防御基礎型の防御技で行う初級向けの基本約束組手より始まる
- 基本約束組手（9本）、約束組手Ⅱ(4本)
- 連鎖組手（相互に攻防の順序を決めて行う）
- 分解組手（型の中の技法を分解して行う）
- 組手形

## 試合
安全面を重視して、防具付組手を採用している。

## 古武道
サイ、トンファーといった沖縄古武道を主体に、杖、居合も行う。

## 傘下団体
- 清心流住吉塾
- 清心流高橋道場
- 清心流井上道場
- 清心流北嶺会
- 糸東流北新会
- 清心流青空会
- 守攻流無流塾